# Ronnie O'Sullivan
Ronald Antonio «Ronnie» O'Sullivan (Wordsley, 5 de diciembre de 1975) es un jugador de snooker inglés. Reconocido por muchos como el jugador con más talento y más logros de la historia de este deporte, se ha proclamado siete veces campeón del Campeonato Mundial de Snooker, récord que comparte con Stephen Hendry. También tiene el mayor número de trofeos del Masters —ocho—, del Campeonato del Reino Unido —ocho—, de torneos de la Triple Corona —veintitrés— y de eventos de ranking —cuarenta y uno—, además de haber ostentado el número uno del ranking mundial en varias ocasiones.
Tras un desempeño sobresaliente en su juventud, accedió al circuito profesional en 1992, con 16 años. Su primer triunfo en un torneo profesional y de ranking llegó en el Campeonato del Reino Unido de 1993, cuando tenía 17 años y 358 días, lo que lo convirtió en el ganador más joven de la historia, récord que mantiene en la actualidad. También es el ganador más joven de la historia del Masters, que se llevó por primera vez en 1995, con 19 años y 69 días. Alabado ahora por el tiempo que ha logrado mantener su estado de forma, ha disputado ya la fase final de treinta y una ediciones del Campeonato Mundial de Snooker que se celebra cada año en Sheffield, más que ningún otro jugador; al vencer en el de 2022, se convirtió también en el jugador de más edad en ganarlo, con 46 años y 148 días. Asimismo, es el jugador más veterano en ganar el Campeonato del Reino Unido con 47 años y 363 días y el Masters con 48 años y 40 días.
Consiguió su primera centena en competición a los 10 años y la primera tacada máxima a los 15. En 2019, fue el primer jugador —y único hasta la fecha— en sumar mil centenas profesionales, unos guarismos que ha mejorado desde entonces hasta llegar a las mil cien. También es el jugador que más tacadas máximas ha amasado, con quince, y ostenta el récord Guinness de la más rápida, pues consiguió una en apenas cinco minutos y ocho segundos en el Campeonato Mundial de 1997.
Tildado de figura controvertida y sin pelos en la lengua, ha sufrido de depresión, cambios de humor, alcoholismo y drogadicción, y la World Professional Billiards and Snooker Association lo ha amonestado en diversas ocasiones tanto por su actitud como por sus comentarios. Más allá de su carrera como jugador profesional, ha hecho las veces de comentarista y presentador de Eurosport. Ha escrito, asimismo, novelas policíacas, autobiografías y un libro de salud y bienestar. Ha figurado en una miniserie de 2017, titulada Ronnie O'Sullivan's American Hustle, en la que se sigue su recorrido por los Estados Unidos a medida que se va enfrentando a varios jugadores de bola 8, y en el documental de 2022 Seventh Heaven, que documenta su carrera y el camino hasta la consecución de su séptimo título mundial. En 2016 se le concedió la Excelentísima Orden del Imperio Británico.

## Biografía

### Primeros años de carrera
Ronald Antonio O'Sullivan nació el 5 de diciembre de 1975 en la localidad inglesa de Wordsley, hijo de Ronald John y Maria (Catalano de soltera) O'Sullivan, que regentaban una franquicia de tiendas eróticas en el Soho londinense. Su madre nació en Sicilia, y O'Sullivan acostumbró a veranear en Agrigento, donde ella pasó la infancia. O'Sullivan, por su parte, creció en Chigwell, donde aún vive en la actualidad. Su prima carnal, Maria Catalano, también es jugadora profesional de snooker, y ha llegado a ostentar el número uno mundial. En 1992, el padre de O'Sullivan fue condenado a prisión por asesinato y no recobró la libertad hasta 2010, después de haber pasado dieciocho años entre rejas. Su madre también fue condenada en 1996 a un año de prisión por evasión de impuestos, de modo que O'Sullivan tuvo que quedar a cargo de su hermana Danielle, por entonces de 8 años.
Jugó por primera vez a snooker cuando tenía 7 años y con 9 se llevó su primer trofeo en un torneo amateur; con 10 llegó su primera centena y con 13 ganó el Campeonato Británico Sub-16. En el English Amateur Championship de 1991, cuando tenía 15 años y 98 días, consiguió tejer su primera tacada máxima, y se convirtió así en el jugador más joven en lograr una en un torneo acreditado. Ese mismo año, ganó el IBSF World Under-21 Snooker Championship y el Junior Pot Black de 1991.

### 1992: profesional
Tenía 16 años cuando se hizo profesional en 1992, y ganó setenta y cuatro de sus primeros setenta y seis partidos; entremedias, estuvo sin perder treinta y ocho partidos profesionales, unos guarismos de récord. Se clasificó para la fase final del Campeonato Mundial de Snooker de 1993, pero en su debut en el Crucible perdió contra Alan McManus por un marcador de 7-10. Aquel mismo año, no obstante, levantó su primer trofeo profesional al derrotar a Stephen Hendry (10-6) en la final del Campeonato del Reino Unido; el triunfo llegó siete días antes de su decimoctavo cumpleaños, por lo que se convirtió en el ganador más joven de un torneo de ranking. En la siguiente temporada, ganó el Masters a los 19 años y 69 días, de modo que es también el más joven de la historia en hacerse con aquella competición.
En el periodo comprendido entre 1996 y 1999, se clasificó para tres semifinales del mundial. En la edición de 1997, logró un 147 en apenas cinco minutos y ocho segundos, su primero como profesional y el más rápido de toda la historia; figura incluso como récord Guinness. Aquel mismo año, se hizo con su segundo trofeo del Campeonato del Reino Unido al ganar el de 1997. A pesar de estos triunfos, su carrera no estuvo exenta en aquellos tiempos de polémica. Agredió a un encargado de prensa en el Campeonato Mundial de 1996, lo que provocó que se le impusieran una multa de 20 000 libras esterlinas y una suspensión de dos años que sin embargo no hubo de cumplir. Aunque le ganó la final del Masters de Irlanda de 1998 a Ken Doherty, se le retiraron más tarde el trofeo y el premio que había recibido porque unos análisis le detectaron trazas de cannabis en el organismo. Admitió que consumía drogas y alcohol durante los primeros años de su carrera como profesional y, de hecho, hubo de ingresar en más de una ocasión en el Priory Hospital londinense para rehabilitarse.

### Años 2000: campeón del mundo
Llegó por primera vez a la final de un mundial en 2001, y derrotó a John Higgins (18-14) para proclamarse campeón y ascender al segundo puesto del ranking mundial. Ese mismo año, ganó su tercer Campeonato del Reino Unido, que le ayudó a escalar hasta la primera posición del ranking en la temporada 2002-03. Se puso después en manos de Ray Reardon, seis veces campeón del mundo, que le prestó ayuda en la preparación del Campeonato Mundial de 2004, que también ganó, esta vez al derrotar a Graeme Dott por dieciocho mesas a ocho en la final. Gracias en parte a ese logro, mantendría luego el número uno mundial durante dos temporadas. En 2005, sumó un segundo título del Masters a su palmarés, que llegó diez años después del primero.
A mediados de los años 2000, sin embargo, se sumió en una depresión y su comportamiento se volvió errático e impredecible: a mitad del Campeonato Mundial de 2005, se rapó la cabeza y perdió once de las catorce últimas mesas de su partido con Peter Ebdon, en lo que el periódico The Independent tildó de «descomposición emocional en público»; en el Campeonato del Reino Unido de 2005, se sentó y se tapó la cabeza con una toalla durante su enfrentamiento con Mark King, y en la siguiente edición, cuando iba perdiendo 1-4 contra Hendry en los cuartos de final, que se disputan al mejor de diecisiete, dio por perdidos la sexta mesa y el partido y abandonó el recinto; a Hendry se le otorgó la victoria (con un resultado oficial de 9-1) y a O'Sullivan se le impuso una multa de 28 000 libras esterlinas.
Ganó en 2007 su tercer título de Masters y su cuarto Campeonato del Reino Unido, su primer título de ranking en cerca de tres años. Al año siguiente, en 2008, se hizo campeón del mundo por tercera vez al derrotar a Ali Carter en la final (18-8), y luego mantendría el puesto número del ranking a lo largo de dos temporadas. Su cuarto título del Masters llegó en 2009. No obstante, dos temporadas de malos resultados lo arrastraron fuera de los mejores diez jugadores del ranking mundial por primera vez, y se decidió entonces a trabajar con el psiquiatra Steve Peters. Renovado, ganó su cuarto título mundial en la edición de 2012, en cuya final derrotó de nuevo a Carter; tras el partido, alabó el trabajo de Peters. En la siguiente temporada, se presentó en Sheffield habiendo jugado un solo partido competitivo y, aun así, consiguió defender el título y ganar el Campeonato Mundial de 2013 al superar en la final a Barry Hawkins por dieciocho mesas a doce.

### Años 2010: tantos trofeos de ranking como Hendry y mil centenas
En los cuartos de final del Masters de 2014, en los que se enfrentó a Ricky Walden, fijó un nuevo récord: el mayor número de puntos seguidos sin respuesta, con 556. Derrotó en la final (10-4) a Mark Selby, que defendía título, y se hizo así con su quinto trofeo. En el Campeonato Mundial de ese año, arribó a la final por tercera vez consecutiva. Se midió en ella de nuevo con Selby y, si bien disfrutó de una ventaja de diez mesas a cinco, acabó por cosechar su primera derrota en una final del mundial con un marcador de 14-18. Ese mismo año, ganó su quinto Campeonato del Reino Unido al imponerse a Judd Trump (19-9) en la final, pero en la siguiente edición adujo insomnio para no defenderlo. En el Masters de 2015, produjo la centena número 776 de su carrera profesional y batió así el récord que hasta entonces había ostentado Hendry.

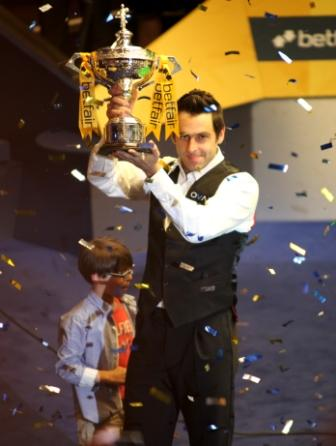
O'Sullivan, tras ganar su quinto título mundial en 2013

Ganó de forma consecutiva el Masters de 2016 y de 2017 y el Campeonato del Reino Unido de 2017 y el de 2018; con estos triunfos, alcanzó los diecinueve trofeos en títulos de la Triple Corona y superó Hendry, que ostenta 18. En la temporada 2017-18, levantó cinco trofeos de ranking. En la última mesa de la final del Players Championship de 2019, que le ganó a Neil Robertson, hizo su milésima centena, algo que ningún otro jugador había logrado. En el Tour Championship de ese mismo año, se proclamó campeón e igualó a Hendry con treinta y seis títulos de ranking; además, se aseguró el número uno del mundo por primera vez desde mayo de 2010.

### Años 2020: sexto y séptimo títulos mundiales
En las semifinales del Campeonato Mundial de 2020, consiguió remontarle un 14-16 a Selby y acabó por ganar el partido por diecisiete mesas a dieciséis; en la final, se impuso a Kyren Wilson (18-8) y levantó su sexto trofeo. Era su vigesimoctava participación consecutiva en el Crucible, y superó así las veintisiete totales de Hendry. En el Tour Championship de 2021, alcanzó las mil cien centenas en competición profesional, y llegó a la que era su quincuagésima octava final de ranking, con la que rompió el récord de 57 que ostentaba hasta entonces Hendry. Aunque perdió cinco finales seguidas en la temporada 2020-21, puso fin a una sequía de títulos de dieciséis meses con el World Grand Prix de 2021, su trigésimo octavo trofeo de ranking.
Su trigésima participación en los mundiales llegó en 2022, lo que le permitió igualar el récord de Steve Davis. Derrotó a Trump (18-13) en la final y ganó su séptimo título; igualó así el récord de la era moderna, que ahora comparte con Hendry. Tenía, además, 46 años y 148 días, por lo que se convirtió en el jugador de más edad de la historia en ganarlo al superar a Reardon, que ostentaba el récord anterior con 45 años y 203 días.. También alcanzó las setenta y cuatro victorias en el Crucible, y dejó atrás la setenta de Hendry.
En 2022, derrotó a Marco Fu (6-4) en la final del Masters de Hong Kong; al partido asistieron nueve mil espectadores, el número más alto para un encuentro de snooker de toda la historia.
En agosto de 2025 se convierte en el primer jugador de la historia en conseguir dos veces la puntuación máxima de 147 en una misma partida de un torneo de ranking.
Entre otros, tiene en su palmarés cuatro trofeos del Abierto de Gales, cuatro del Masters de Shanghái, cuatro del Campeón de Campeones y dos del Abierto de China.

## Estilo de juego

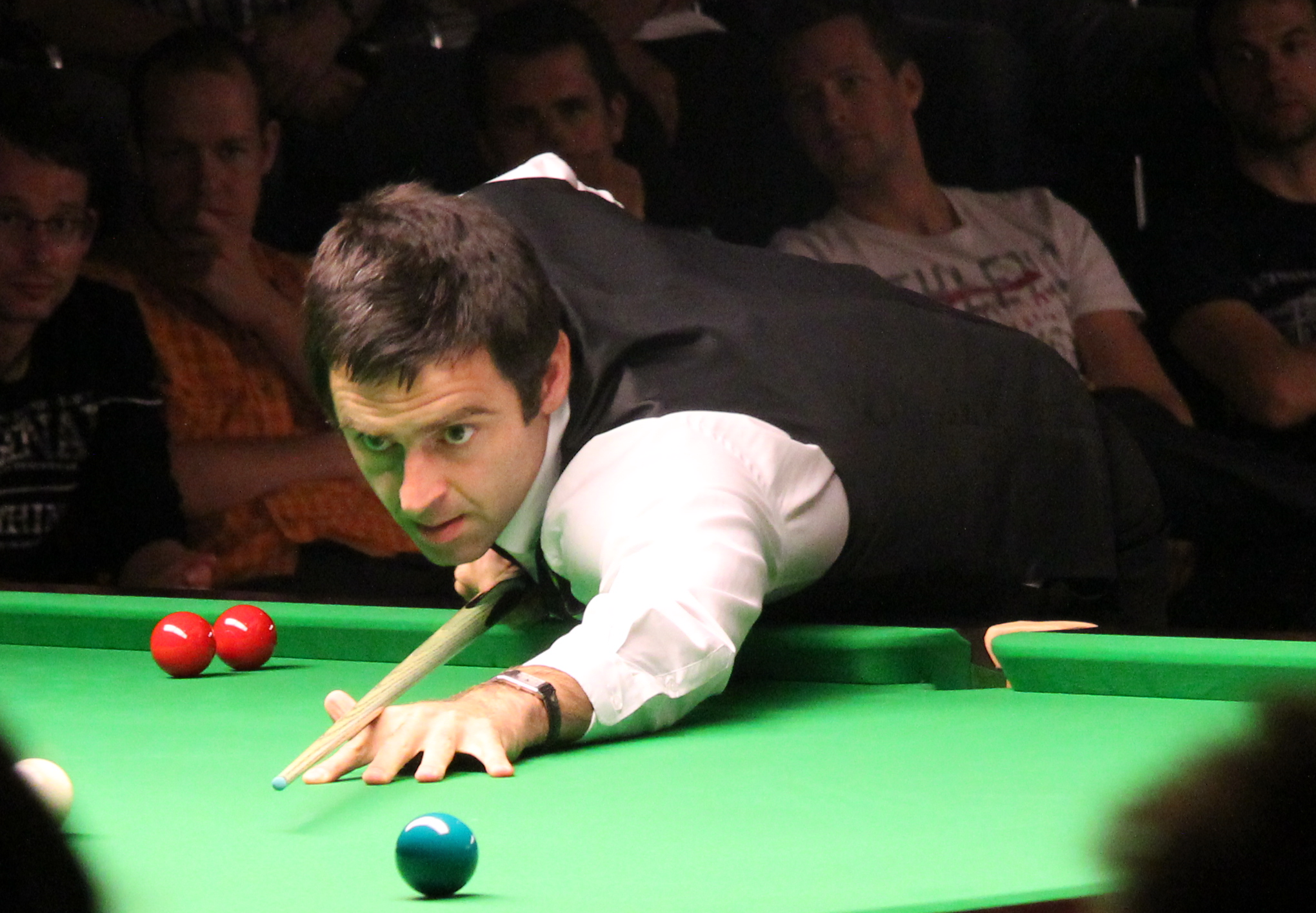
O'Sullivan, durante el Paul Hunter Classic de 2011

Destacado por desplegar un estilo de juego rápido y ofensivo, recibió el sobrenombre de «el Cohete» en su primera temporada como profesional, cuando consiguió ganar un partido al mejor de nueve mesas en tan solo cuarenta y tres minutos de juego. También destaca por su capacidad para tejer tacadas y por su visión para el juego defensivo. Ha manifestado en más de una ocasión el desdén que le producen los partidos largos y considera que no le hacen ningún bien al snooker. Aunque diestro, puede jugar a gran nivel también con la mano izquierda, lo que le evita tener que usar el rest en ciertas ocasiones. Cuando demostró esta habilidad en el Campeonato Mundial de 1996, su rival, Alain Robidoux, le acusó de ser irrespetuoso y se negó a darle la mano tras el partido.

### Posición dentro del snooker
O'Sullivan goza de gran prestigio entre el resto de jugadores, y muchos de ellos lo consideran el mejor de toda la historia,  mientras que algunos van más allá y lo tildan de «genio». Tras perder 6-17 contra O'Sullivan en las semifinales del Campeonato Mundial de 2008, Hendry dijo que era «el mejor jugador del mundo con diferencia». O'Sullivan, en cambio, lo ha negado en más de una ocasión y ha señalado al propio Hendry como el mejor por su dominio continuado.
En ocasiones, O'Sullivan tiene problemas de confianza o adolece de falta de interés, y ha tenido notables altibajos a lo largo de su carrera; algunos han advertido incluso de la existencia de «dos Ronnies» diferentes. Es, en cualquier caso, uno de los jugadores más conocidos del circuito; se ha dicho que es propenso a brindar «espectáculo» con su juego y que ha contribuido a mejorar la imagen que el público tiene del snooker. En ocasiones, se le compara con Alex Higgins y Jimmy White por su talento natural y por su capacidad para encandilar al público.
En diciembre de 2020, fue uno de los nominados al Sports Personality of the Year Award, el primer jugador de snooker que conseguía una nominación desde que Hendry lo hiciera en 1990. Volvió a ser nominado en diciembre de 2022.

### Centenas y tacadas máximas
O'Sullivan ha logrado tejer diecisiete tacadas máximas a lo largo de su carrera. La primera llegó en el Campeonato Mundial de 1997, en su partido contra Mick Price, mientras que la última data de su enfrentamiento con Allan Taylor en el Abierto de Inglaterra de 2018. Con la de 1997, que consiguió en apenas cinco minutos y ocho segundos, mantiene el récord del 147 más rápido. En un principio, el Guinness World Records registró un tiempo de cinco minutos y veinte segundos, pero luego se demostró que la BBC había puesto en marcha el cronómetro demasiado pronto. Según la metodología empleada, el tiempo oscila entre los cinco minutos y ocho segundos y los cinco minutos y quince segundos, pero tanto el World Snooker Tour como el Guinness World Records se decantan ahora por el primero.
También es el jugador que más centenas ha amasado, con más de mil cien a lo largo de su carrera. La 1100.ª llegó en los cuartos de final del Tour Championship de 2021, en los que se medía con John Higgins. En el Abierto de Escocia de 2022, se anotó una centena en tan solo tres minutos y treinta y cuatro segundos, apenas tres segundos por detrás de la conseguida por Tony Drago en 1996, que sigue siendo la más rápida de todas las que se han emitido por televisión a lo largo de la historia.
Lo que sigue es una tabla en la que se refieren todas las tacadas máximas conseguidas por O'Sullivan a lo largo de su carrera. Se indica con una «F» que la logró en la última mesa del partido, con una «D», que era además una mesa decisiva y con una «P», que perdió el partido.
| Núm. | Año  | Torneo                      | Rival          | Ronda                   | Ref.          |
| ---- | ---- | --------------------------- | -------------- | ----------------------- | ------------- |
| 1    | 1997 | Campeonato Mundial          | Mick Price     | dieciseisavos de final  | [ 74 ]        |
| 2    | 1999 | Abierto de Gales            | James Wattana  | cuartos de final        | [ 81 ] [ 82 ] |
| 3    | 1999 | Grand Prix                  | Graeme Dott    | dieciseisavos de final  | [ 81 ] [ 83 ] |
| 4    | 2000 | Abierto de Escocia          | Quinten Hann   | dieciseisavos de final  | [ 81 ] [ 84 ] |
| 5    | 2001 | LG Cup                      | Drew Henry     | octavos de final        | [ 81 ] [ 85 ] |
| 6    | 2003 | Campeonato Mundial          | Marco Fu       | dieciseisavos de finalP | [ 81 ] [ 86 ] |
| 7    | 2007 | Trofeo de Irlanda del Norte | Ali Carter     | octavos de final        | [ 81 ] [ 87 ] |
| 8    | 2007 | Campeonato del Reino Unido  | Mark Selby     | semifinalesD            | [ 81 ] [ 88 ] |
| 9    | 2008 | Campeonato Mundial          | Mark Williams  | octavos de finalF       | [ 81 ] [ 89 ] |
| 10   | 2010 | Abierto Mundial             | Mark King      | treintaidosavosQ,F      | [ 81 ] [ 90 ] |
| 11   | 2011 | Paul Hunter Classic         | Adam Duffy     | dieciseisavos de final  | [ 81 ] [ 91 ] |
| 12   | 2014 | Abierto de Gales            | Ding Junhui    | finalF                  | [ 92 ] [ 93 ] |
| 13   | 2014 | Campeonato del Reino Unido  | Matthew Selt   | octavos de finalF       | [ 94 ] [ 95 ] |
| 14   | 2018 | Abierto de China            | Elliot Slessor | treintaidosavosP        | [ 81 ] [ 96 ] |
| 15   | 2018 | Abierto de Inglaterra       | Allan Taylor   | treintaidosavosF        | [ 97 ] [ 98 ] |
| 16   | 2025 | Masters de Arabia Saudí     | Chris Wakelin  | semifinales             | [ 99 ]        |
| 17   | 2025 | Masters de Arabia Saudí     | Chris Wakelin  | semifinales             | [ 99 ]        |

### Críticas al snooker
Cuando Barry Hearn asumió la presidencia de World Snooker en 2010, O'Sullivan no dudó en exteriorizar su descontento con la forma en la que reorganizó el circuito profesional. Sus principales quejas tenían que ver con los siguientes aspectos: el aumento del número de viajes; el hecho de que hubiera ciento veintiocho jugadores profesionales, lo que obligaba a jugar más rondas en cada torneo; el poco dinero que se concedía como premio por cada 147, y algunas de las sedes elegidas para albergar torneos, que consideraba inapropiadas. También acusó tanto al organismo de acosarlo e intimidarlo, y dijo que Hearn estaba al frente de una «dictadura». Para denunciar el mal trato que aseguraba que estaba recibiendo de parte del organismo, empezó a responder con monosílabos en las entrevistas y desperdició varias oportunidades de lograr una tacada máxima, al parecer para mostrar su descontento con la insuficiente cantidad de dinero con la que se premiaba. En 2018, amenazó con liderar un circuito escindido, como ya había sucedido con los dardos.
Durante el Campeonato Mundial de 2020, criticó abiertamente la calidad de los jugadores que se estaban estrenando entonces en el snooker; llegó a decir que tendría que «perder un brazo y una pierna para caer fuera de los cincuenta mejores». Tampoco le gustó que la organización dejara entrar a los aficionados a la final de aquel torneo, que se disputó durante la pandemia de COVID-19.
En 2021, en una entrevista concedida a un pódcast, aseguró que la mayoría de los jugadores de snooker había tirado su vida a la basura. Se refirió a él como un «mal deporte» que podía resultar «muy dañino», y sugirió que la naturaleza antisocial que propiciaba el hecho de tener que entrenar durante muchas horas en solitario y en una atmósfera oscura podía retrasar el desarrollo. Por ello, confesó que no apoyaría a sus hijos si decidían seguir la misma carrera de él y que, si pudiera revivir su carrera deportiva, trataría de ser golfista o piloto de Fórmula 1.

## Palmarés

### Torneos de ranking (41)
- Campeonato del Reino Unido - 1993, 1997, 2001, 2007, 2014, 2017, 2018, 2023
- Abierto Británico - 1994
- Clásico de Asia - 1996
- Abierto de Alemania/Masters de Alemania - 1996, 2012
- Abierto de Escocia - 1998, 2000
- Abierto de China - 1999, 2000
- Campeonato Mundial - 2001, 2004, 2008, 2012, 2013, 2020, 2022
- Abierto de Europa - 2003
- Masters de Irlanda - 2003, 2005
- Abierto de Gales - 2004, 2005, 2014, 2016
- Grand Prix - 2004
- Trofeo de Irlanda del Norte - 2008
- Masters de Shanghái - 2009, 2017
- Abierto de Inglaterra - 2017
- World Grand Prix - 2018, 2021, 2024
- Players Championship - 2018, 2019
- Tour Championship - 2019

### Torneos de ranking menor (3)
- Players Tour Championship (Evento 1) - 2011
- Kay Suzanne Memorial Cup - 2011
- Paul Hunter Classic - 2013

### Torneos de invitación (38)
- Nescafe Extra Challenge - 1993
- Benson and Hedges Championship - 1993
- Masters - 1995, 2005, 2007, 2009, 2014, 2016, 2017, 2024.
- Charity Challenge/Champions Cup - 1996, 2000
- Premier League Snooker - 1997, 2001, 2002, 2005 (mayo), 2005 (diciembre), 2006, 2007, 2008, 2010, 2011
- Superstar International - 1997
- Masters de Escocia - 1998, 2000, 2002
- Masters de Irlanda - 2001, 2007
- Hamm Invitational - 2008
- Campeón de Campeones - 2013, 2014, 2018, 2022
- Masters de Shanghái - 2018, 2019, 2023
- Masters de Hong Kong - 2017, 2022

### Torneos varios (1)
- Power Snooker - 2010

### Torneos pro-am (1)
- Pink Ribbon - 2015

### Torneos por equipo (2)
- Nations Cup - 2000
- CVB Snooker Challenge - 2017

### Torneos amateur (3)
- British Under-16 Championship - 1989
- IBSF World Under-21 Snooker Championship - 1991
- Junior Pot Black - 1991

## Actividad más allá del snooker

### Locutor y comentarista
En 2015 y 2016, presentó de la mano de Chris Hood un programa llamado Midweek Matchzone, que se emitió en Phoenix FM.
En marzo de 2014, firmó un contrato exclusivo con Eurosport para ejercer de embajador internacional del snooker, con el objetivo de aumentar el interés por el deporte en todos los rincones del mundo. Como parte del acuerdo, grabó una serie titulada The Ronnie O'Sullivan Show, en la que ofrecía las claves del juego y algunos consejos y también conducía entrevistas con otros jugadores profesionales. Asimismo, durante la celebración del Campeonato Mundial, también escribió para Yahoo!. Es un habitual, junto a Jimmy White y Neal Foulds, de las retransmisiones de Eurosport, en las que ejerce de experto. Protagonizó, asimismo, Ronnie O'Sullivan's American Hustle, una serie que lo sigue en su viaje por varias ciudades estadounidenses, en lsa que se va enfrentando en partidos de bola 8 a varios jugadores oriundos de cada zona. touring the United States with broadcasting friend Matt Smith..

### Escritor

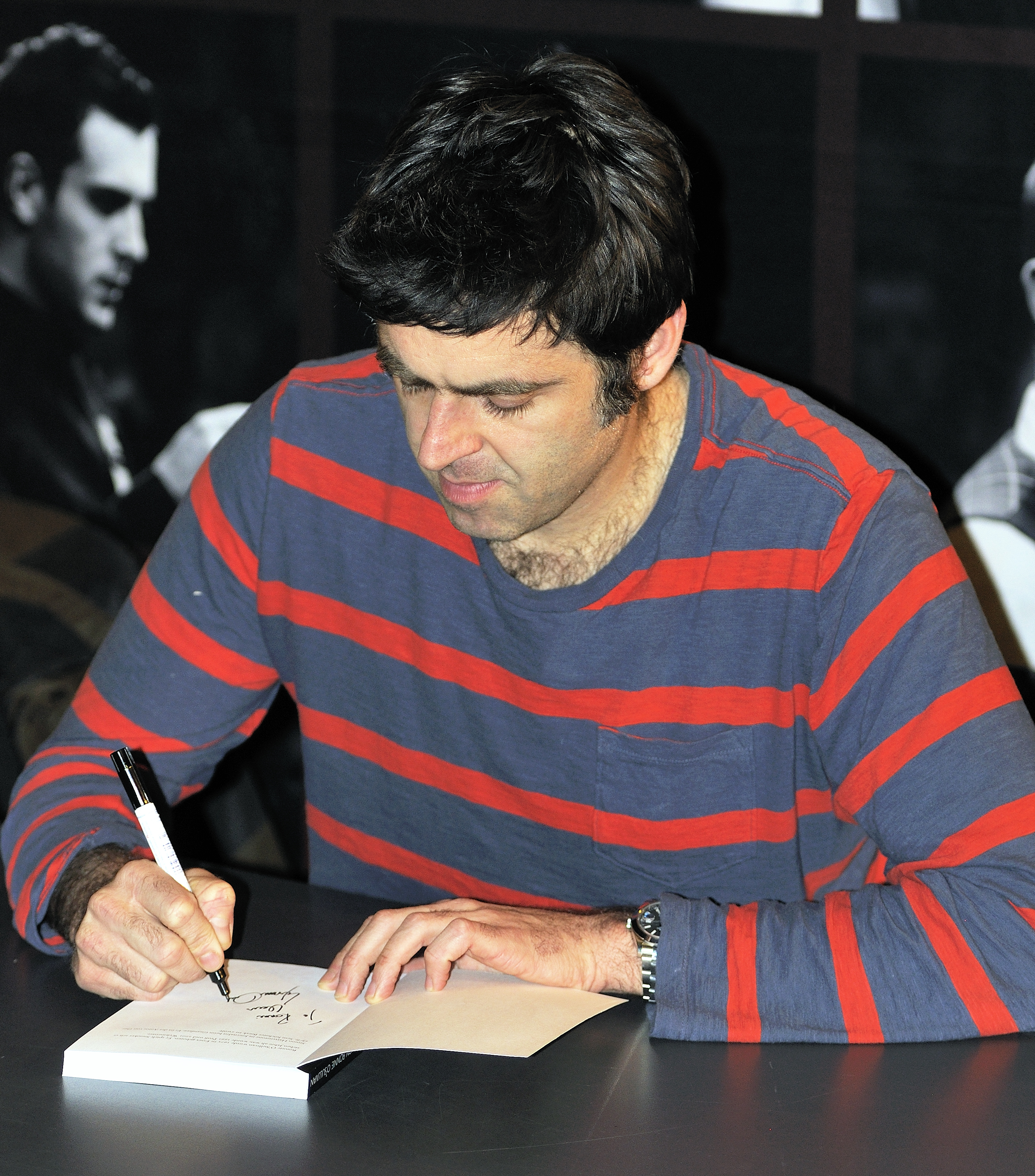
O'Sullivan, en una firma de libros en 2014

De la mano de Emelyn Rees, O'Sullivan ha escrito tres novelas policiacas: Framed (2016), Double Kiss (2017), y The Break (2018). Si bien no son autobiográficas, sí incorporan vivencias de su infancia. También ha escrito dos autobiografías: la primera, titulada Ronnie: The Autobiography of Ronnie O'Sullivan, salió a la venta en 2003, mientras que la segunda, Running: The Autobiography, la publicó en 2013.
También ha escrito, junto a la nutricionista Rhiannon Lambert, un libro titulado Top of Your Game: Eating for Mind and Body. Publicado en 2019, ofrece recetas saludables y consejos para «vivir mejor, comer más sano y alimentar al cerebro para potenciar el rendimiento».

### Desarrollo de videojuegos
O'Sullivan ha tomado parte en el desarrollo de varios videojuegos, incluidos Ronnie O'Sullivan's Snooker, World Snooker Championship 2007 y Virtual Snooker, este último de 1996.

### Vida personal
Tiene tres hijos: Taylor-Ann Magnus (nacida en 1996), de una relación de dos años con Sally Magnus; y Lily (2006) y Ronnie Jr. (2007) de una relación con Jo Langley, a la que conoció en una reunión de Narcóticos Anónimos. Es abuelo desde octubre de 2018, cuando Taylor-Ann dio a luz a una niña. Empezó a salir con la actriz Laila Rouass en 2012 y contrajo matrimonio con ella al año siguiente. Aunque Rouass anunció en redes sociales en febrero de 2022 que habían puesto punto final a la relación, se reconciliaron.
A O'Sullivan se lo conoce por su perfeccionismo y por ser muy crítico consigo mismo, incluso cuando gana. En los primeros años de su carrera como deportista profesional, se sometió a tratamiento por su adicción a las drogas y varios episodios depresivos. Desde 2011, trabaja con el psiquiatra Steve Peters para hacer frente a su labilidad emocional. Es también amigo íntimo suyo, así como del artista y coleccionista Damien Hirst. Lleva años expresando su deseo de retirarse de la competición profesional, y, de hecho, durante la temporada 2012-13 se tomó un largo descanso, que aprovechó, entre otras cosas, para trabajar unas cuantas semanas en una granja de cerdos. Le gusta correr y tiene una marca personal de treinta y cuatro minutos y cincuenta y cuatro segundos en una carrera de diez kilómetros, lo que lo situó en 2008 entre los mil quinientos corredores más rápidos del Reino Unido de esa distancia. También disfruta de la cocina, una pasión que le ha llevado a participar en el programa Saturday Kitchen, emitido por la BBC, en diciembre de 2014 y febrero de 2021. Gusta, de igual modo, del automovilismo, y apareció en la cuarta temporada de Top Gear. Es aficionado del Arsenal Football Club.
Aunque interesado por el islam, negó que fuera cierta la información publicada en varios periódicos en 2003 que decía que se había convertido a aquella religión. Tampoco ha ocultado su curiosidad por el budismo, que le ha llevado a pasar tiempo en un centro budista de la localidad londinense de Bethnal Green; ha desmentido, sin embargo, cualquier clase de compromiso con cualquier religión.
En 2016, le fue concedida la Excelentísima Orden del Imperio Británico por sus servicios al snooker.